# The Prophet’s Song
„The Prophet's Song” – utwór brytyjskiej grupy rockowej Queen z albumu A Night at the Opera wydanego w 1975 roku.
W recenzji albumu zamieszczonej w serwisie AllMusic możemy przeczytać, że jest to przykład "mistycznego" rocka progresywnego. Utwór został też uznany za tak samo epicki i fascynujący jak Bohemian Rhapsody oraz nazwany jednym z najlepszych dokonań zespołu.